# Dunces and Dragons
«Dunces and Dragons» (titulado: «Tontos y dragones» en Hispanoamérica y «Perdido en el tiempo» en España) es el sexto episodio de la cuarta temporada de la serie de televisión animada estadounidense Bob Esponja, y el episodio 66 en general. Fue escrito por Zeus Cervas, Erik Wiese y Tim Hill, y la animación fue dirigida por el director supervisor Alan Smart y Tom Yasumi; Cervas y Wiese también fungieron como directores del guion gráfico. El episodio se emitió originalmente en Nickelodeon en Estados Unidos como un especial de media hora el 20 de febrero de 2006.
En el episodio, Bob Esponja y Patricio viajan en el tiempo, donde descubren que el antepasado de Mr. Krabs es el gobernante del reino, que está siendo atacado por un mago malvado conocido como Planktonimor. Bob Esponja y Patricio, ayudados por Calamardo y el Caballero Oscuro, antepasados de Calamardo y Arenita deben rescatar a la hija del Rey Cangrejo, que ha sido capturada.
Se realizaron promociones vinculadas con Burger King, que lanzó una serie de juguetes basados en el episodio. «Dunces and Dragons» fue la película más exitosa de la temporada, atrajo a 8,6 millones de espectadores y recibió críticas positivas. También fue elegido como el tercer episodio más votado del maratón «Best Day Ever», detrás de «Karate Island» y «Wishing You Well», episodios de la misma temporada.

## Trama
Bob Esponja y Patricio asisten a un torneo de justa en el restaurante Medieval Moments, donde se ofrecen como voluntarios para participar en el torneo. Los montan en caballitos de mar y les dan lanzas. Los caballitos de mar cargan sin previo aviso, y Bob Esponja y Patricio son arrojados del edificio a un Fondo de Bikini del siglo XI.
Un grupo de caballeros los rodea y los encarcela con el antepasado de Calamardo, el bufón Calamardo. Finalmente, el antepasado de Mr. Krabs, el Rey Cangrejo, ordena a Bob Esponja, Patricio y Calamardo ir a la sala del trono, donde serán ejecutados por insultarlo con una canción. Sin embargo, la Princesa Perla le recuerda al Rey Cangrejo la profecía de que el rey enviará dos valientes caballeros para derrotar al malvado mago Planktonamor, que aterroriza al reino con su medusa dragón.
Momentos después, el dragón de Planktonamor secuestra a la Princesa Perla, y Rey Cangrejo les ruega a Bob Esponja y Patricio que la rescaten, quienes aceptan con gusto junto con Calamardo. Poco después, el trío se acerca a la torre de Planktonamor, donde un antepasado de Arenita Mejillas conocido como el Caballero Oscuro los bloquea. Después de un duelo de kárate contra Bob Esponja, el Caballero Oscuro decide ayudar al grupo en su búsqueda. En la cima de la torre, el grupo se encuentra con el dragón, quien se convierte en un aliado para ellos después de que Bob Esponja le da una Cangreburger. El dragón destruye a Planktonamor y el grupo regresa al reino para celebrar. Una vez allí, los caballitos de mar se vuelven agresivos, lanzando a Bob Esponja y Patricio una vez más. Después de despertar, la pareja se encuentra en la actual Fondo de Bikini en la justa, y Bob Esponja cree que todo fue un sueño. Sin embargo, Patricio se da cuenta de que ha aterrizado en Squidly, revelando que efectivamente viajaron en el tiempo.

## Producción
«Dunces and Dragons» fue escrita por Zeus Cervas, Erik Wiese y Tim Hill, con Alan Smart y Tom Yasumi como directores de animación. Cervas y Wiese también fungieron como directores del guion gráfico. El episodio se emitió originalmente en Nickelodeon en los Estados Unidos el 20 de febrero de 2006. Antes del estreno del episodio, Nickelodeon lanzó un clip previo del episodio en su plataforma en línea de banda ancha, TurboNick, y el episodio completo se emitió en TurboNick después del estreno televisivo. El 26 de enero, Nickelodeon lanzó el juego flash «SpongeBob: Dunces and Dragons». Nickelodeon promocionó el episodio como «Lost in Time». Marjorie Cohn, vicepresidenta ejecutiva de desarrollo y programación original de Nickelodeon, dijo: «'Lost in Time' ofrece a los fanáticos la oportunidad de ver a Bob Esponja y su pandilla en un escenario nuevo y escandaloso y en un período histórico. Es divertido ver a Bob Esponja en una armadura montada en un caballito de mar y llevando el karate a la Edad Media».
La campaña de marketing del episodio estuvo a cargo de Frank Tanki. Friday Night Slimetime de Nickelodeon estrenó una edición especial llamada Monday Knight Slimetime, para el episodio. Los segmentos del juego fueron reemplazados con temas y personajes del episodio como Jellyfish Joust y Slimy Sword Battle. Los juegos comenzaron el 20 de febrero y condujeron al estreno de «Lost in Time». Los ganadores fueron apodados «Caballeros de la Mesa Cuadrada». Antes del estreno, Nickelodeon también transmitió un maratón de Bob Esponja de 4:00 a 8:00 p. m., mostrando episodios con temas de héroes.
Nickelodeon también se asoció con Burger King para lanzar una línea de juguetes promocional basada en el episodio. La línea de juguetes constaba de 20 figuras diferentes. Burger King lanzó un sorteo promocional global llamado «Lost in Time With SpongeBob SquarePants», que ofrecía a los clientes un viaje a uno de los países visitados por Bob Esponja en el episodio. Para participar, los participantes escribieron una historia de aventuras de 25 palabras para tener la posibilidad de ganar un viaje a Inglaterra, España, Alemania o México. Otros premios incluyeron un viaje familiar a Orlando en el Hotel Nickelodeon y un DVD SpongeBob SquarePants: Lost in Time.
Debido al éxito del episodio, Burger King estrenó la línea de juguetes en Medio Oriente. Yasser Abdel Azim, director de marketing de Burger King UAE, dijo: «Burger King espera llevar la diversión y la emoción de Bob Esponja a nuestros restaurantes. Nuestros jóvenes clientes seguramente disfrutarán de los recuerdos temáticos del divertido personaje de dibujos animados».
«Dunces and Dragons» estuvo disponible en el DVD y VHS del mismo nombre el 21 de febrero de 2006. También se incluyó en el DVD SpongeBob SquarePants: Season 4 Volume 1 lanzado el 12 de septiembre de 2006. El 22 de septiembre de 2009, se lanzó en el DVD SpongeBob SquarePants: The First 100 Episodes, junto con todos los episodios de las temporadas uno a cinco.

## Recepción
En su emisión inicial, «Dunces and Dragons» fue vista por un total de 8,6 millones de espectadores en Estados Unidos, de los cuales 5,2 millones eran niños de entre 2 y 11 años, lo que la convierte en la mayor audiencia del año hasta la fecha entre niños, detrás del Super Bowl. El episodio también fue el programa de mayor audiencia en Nickelodeon en aproximadamente cinco años.
El episodio recibió críticas positivas de los críticos de los medios. En su reseña del DVD Talk, Paul Mavis reaccionó positivamente al episodio. Dijo: «'Dunces & Dragons' le da un nuevo giro al viejo tema Un yanqui en la corte del rey Arturo y es divertido ver cómo los escritores del programa han adaptado los personajes del programa a este escenario medieval». Hablando de manera menos positiva del especial, el director técnico (ahora showrunner) Vincent Waller, en respuesta a una pregunta en Twitter sobre cuál era su episodio menos favorito de Bob Esponja, declaró en 2017: «No me gusta aquel en el que [Los personajes] se remontan a la época de los Caballeros de antaño». Más tarde añadió: «[Yo] no pensé que fuera malo, pero sentí que habría sido mejor tener 11 minutos, en lugar de 22».